# Municipi de Gällivare
Gällivare (en suec: Gällivare kommun; en finès: Jällivaaran kunta; en sami septentrional: Jiellevárri gielda o Váhčira gielda) és un municipi del Comtat de Norrbotten, al nord de Suècia. El seu centre administratiu està situat a Gällivare. És el tercer municipi més gran de Suècia.

## Localitats
Hi ha 6 localitats (o àrees urbanes) al Municipi de Gällivare:
| # | Localitat        | Població |
| - | ---------------- | -------- |
| 1 | Gällivare        | 8,480    |
| 2 | Malmberget       | 6,017    |
| 3 | Koskullskulle    | 899      |
| 4 | Hakkas           | 383      |
| 5 | Ullatti          | 230      |
| 6 | Tjautjas/Čavččas | 216      |

El centre administratiu és en negreta
Gällivare (sami septentrional: Jiellevárri o Váhčir, sami de Lule: Jiellevárre o Váhtjer, meänkieli: Jellivaara, finès: Jällivaara) és el centre administratiu del municipi, a l'extrem nord de la línia de ferrocarril d'Inlandsbanan, cap a 100 km al nord del cercle polar. La ciutat veïna adjacent a Gällivare és Malmberget, coneguda per les seves extraccions de mineral de ferro per LKAB. Fora de Gällivare, hi trobem l'estació d'esquí Dundret. L'estació està equipada amb sis elevadors i deu pistes de baixada, amb un centre de conferències i un hotel anomenat "Björnfällan". L'estació d'esquí és oberta des de finals d'octubre fins cap a principis de maig. L'associació esportiva més important de Gällivare és la Gällivare Sportklubb (GSK). Els seus colors són el vermell i el blanc.

## Agermanaments
El Municipi de Gällivare manté una relació d'agermanament amb les següents localitats:
- Tysfjord, Noruega
- Kittilä, Finlàndia
- Kírovsk, Rússia
- Barga, Itàlia